# Porci Fest
Porci Fest (en llatí Porcius Festus) va ser procurador de Judea, successor d'Antoni Fèlix, en una data indeterminada entre els anys 60, 61 i 62.
Va reprimir als bandits del país i als assassins (sicarii) dels que la província estava infectada. Sant Pau es va defensar davant d'ell l'any 62, i Fest va donar constància de la seva innocència. Va morir al cap de poc temps (entre el 62 i el 63) i el va succeir Albí.